# Castianeira pictipes
Castianeira pictipes là một loài nhện trong họ Corinnidae.
Loài này thuộc chi Castianeira. Castianeira pictipes được Cândido Firmino de Mello-Leitão miêu tả năm 1942.